# Сонно-барабанные артерии
Сонно-барабанные артерии (лат. arteriae caroticotympanicae) — мелкие ветви каменистого сегмента внутренней сонной артерии. Берут начало от внутренней сонной артерии в момент её прохождения в сонном канале. Направляются в барабанную полость через сонно-барабанные канальцы. Анастомозируют с артериями бассейна наружной сонной артерии: передней барабанной артерией, ветвью верхнечелюстной артерии, и с шилососцевидной артерией, ветвью задней ушной артерии.